# Liste der Einträge im National Register of Historic Places im Dodge County (Minnesota)

Lage des Dodge County in Minnesota

Die Liste der Einträge im National Register of Historic Places im Dodge County in Minnesota führt alle Bauwerke und historischen Stätten im Dodge County auf, die in das National Register of Historic Places aufgenommen wurden.

## Legende
| NRHP | Historic Place    |
| HD   | Historic District |

## Aktuelle Einträge
| [ 2 ] | Name                                                    | Bild                                                    | Eintragsdatum        | Lage                                                                                      | Ort          | Beschreibung                                                                       |
| ----- | ------------------------------------------------------- | ------------------------------------------------------- | -------------------- | ----------------------------------------------------------------------------------------- | ------------ | ---------------------------------------------------------------------------------- |
| 1     | Ole Carlson House                                       | Ole Carlson House                                       | 1982 ID-Nr. 82002944 | Highway 15 43° 57′ 15,2″ N, 92° 41′ 52″ W                                                 | Kasson       | 1880 errichtetes Farmhaus des norwegischen Einwanderers Ole Carlson                |
| 2     | Eureka Hotel                                            | Eureka Hotel                                            | 1982 ID-Nr. 82002941 | 101 3rd Avenue Southwest 44° 1′ 42″ N, 92° 45′ 8″ W                                       | Kasson       | 1894 errichtetes Hotel für Eisenbahnfahrgäste                                      |
| 3     | Kasson Municipal Building                               | Kasson Municipal Building                               | 1982 ID-Nr. 82002942 | 12 West Main Street 44° 1′ 45,5″ N, 92° 45′ 1,5″ W                                        | Kasson       | 1917 im Stil der Prairie Houses errichtetes Gemeindehaus                           |
| 4     | Kasson Public School                                    | Kasson Public School                                    | 2007 ID-Nr. 07001242 | 101 3rd Avenue Northwest 44° 1′ 51,1″ N, 92° 45′ 9″ W                                     | Kasson       | 1918 im American-Arts-and-Crafts-Movement-Stil errichtetes Schulgebäude            |
| 5     | Kasson Water Tower                                      | Kasson Water Tower                                      | 1976 ID-Nr. 76001051 | 4th Avenue Northwest 44° 1′ 52,3″ N, 92° 45′ 11″ W                                        | Kasson       | 1895 errichteter Wasserturm                                                        |
| 6     | Jacob Leuthold Jr. House                                | Jacob Leuthold Jr. House                                | 1982 ID-Nr. 82002943 | 108 2nd Avenue Northwest 44° 1′ 51,8″ N, 92° 45′ 1,2″ W                                   | Kasson       | 1905 im Queen Anne-Stil errichtetes Wohnhaus des Geschäftsmanns Jacob Leuthold Jr. |
| 7     | Mantorville and Red Wing Stage Road-Mantorville Section | Mantorville and Red Wing Stage Road-Mantorville Section | 1991 ID-Nr. 91001062 | Nordseite der 5th Street, östlich dessen Kreuzung mit der MN 57 44° 4′ 2″ N, 92° 45′ 6″ W | Mantorville  |                                                                                    |
| 8     | Mantorville Historic District                           | Mantorville Historic District                           | 1974 ID-Nr. 74001017 | Beiderseits der MN 57 und der 5th Street 44° 4′ 0″ N, 92° 45′ 19,1″ W                     | Mantorville  | Zwischen 1856 und 1918 errichtete Bauten im Stadtzentrum                           |
| 9     | Perry Nelson House                                      | Perry Nelson House                                      | 1982 ID-Nr. 82002939 | County Highway 22 44° 8′ 18,8″ N, 92° 48′ 18,2″ W                                         | West Concord | 1870 im Italianate-Stil errichtetes Farmhaus                                       |
| 10    | Wasioja Historic District                               | Wasioja Historic District                               | 1975 ID-Nr. 75000977 | County Highway 16 44° 4′ 49,7″ N, 92° 49′ 8,5″ W                                          | Mantorville  | Ensemble von in den 1850er Jahren aus Kalkstein errichteten Gebäuden               |

## Frühere Einträge
| [ 2 ] | Name                   | Bild | Eintragsdatum        | Lage  | Ort      | Beschreibung                                                                           |
| ----- | ---------------------- | ---- | -------------------- | ----- | -------- | -------------------------------------------------------------------------------------- |
| 1     | Andrew Holterman House |      | 1982 ID-Nr. 82002940 | SR 30 | Hayfield | 1878 im Italianate-Stil errichtetes Wohnhaus; im Jahr 2000 aus dem Register gestrichen |